# Carlos Guichandut
Carlos Guichandut (Barracas, Buenos Aires, 4 de novembre 1914 - ibíd, 27 de setembre 1990) va ser un baríton i tenor argentí de transcendència internacional.
Va estudiar amb M. Bontá debutant a l'Amfiteatre de la Rural per a la temporada d'estiu del Teatre Colón en l'òpera La novia del hereje de Pascual de Rogatis. Després d'una gira amb Gabriela Besanzoni per Brasil, va cantar amb la companyia de sarsuela de Fidela Campiña, amb qui es casaria, en el de Buenos Aires.
El 1944, va cantar al Teatro Marconi de Buenos Aires com a Rigoletto, Marcelo, Germont, Figaro, Tonio i Silvio, fins a debutar en el Teatre Colón el 25 de maig de 1945, com a Rigoletto dirigit per Hector Panizza, aquest mateix any va debutar en el Gran Teatre del Liceu de Barcelona, on va cantar Tonio, Figaro, Renato i Tosca en diverses temporades. Es van succeir debuts a Itàlia, a La Scala i diverses temporades al Colón.
El 1950 interpreta Yago al costat de Mario del Monaco en el paper d'Otello al Teatre Colón de Buenos Aires. Després es va traslladar a Europa on decideix cantar com a tenor dramàtic, destacant com a Siegmund de La Valquiria de Wagner i com Jason a Medea al costat de Maria Callas a Florència 1953.
Va retornar al Colón el 1955 com a Otello amb Giuseppe Taddei en el paper de Jago, cantant a més Andrea Chénier i Turiddu de Cavalleria rusticana.
El 1956 a Milà va cantar el Don José de Carmen i l'any següent a l'Òpera de París Otello amb Régine Crespin, paper amb el qual va totalitzar més de 100 representacions incloent les dirigides per Herbert von Karajan a Frankfurt el 1963 i pel qual va ser aclamat. A Europa va cantar al costat de figures com Renata Tebaldi, Virginia Zeani, Birgit Nilsson i Leonie Rysanek.
El 1966 va tornar a Buenos Aires per dedicar-se a l'ensenyament, entre els seus alumnes hi va haver el tenor Luis Lima.
Amb la desaparició de la seva dona el 1983, el cantant va patir una llarga depressió i va morir el 1990.
El 1989 li va ser atorgat el Premi Konex en reconeixement de la seva dilatada carrera.